# جورج بف
جورج بف (بالإنجليزية: George Pugh)‏ هو لاعب اتحاد الرغبي أسترالي، ولد في 16 يناير 1890 في Glebe, New South Wales ‏ في أستراليا، وتوفي في 5 سبتمبر 1916.